# WinZip
WinZip ist ein von WinZip Computing (ehemals Nico Mak Computing) entwickeltes Packprogramm für Windows und macOS. Standardmäßig erstellt WinZip Archive im ZIP-Format; es unterstützt aber auch verschiedene andere Archivformate. Es ist nicht zu verwechseln mit der ähnlichen Software WinRAR, welche keine limitierte Demoversion anbietet, sondern als unbegrenzte Testversion kostenlos verfügbar ist.

## Geschichte
WinZip 1.0, eine Frontend-Version des von Phil Katz geschriebenen Kompressionsprogramms PKZIP, wurde im April 1991 erstmals als Shareware für die grafische Benutzeroberfläche (GUI) von Windows freigegeben. Bereits zuvor, im Januar 1991, hatte die Firma Nico Mak Computing unter dem Namen PMZIP eine GUI-Frontend-Version für den OS/2 Presentation Manager veröffentlicht. Ursprünglich wurde WinZip auf Compuserve veröffentlicht, stand aber bald darauf auch auf großen Online-Diensten wie GEnie, Prodigy und anderen zur Verfügung.
Ab 1993 wurde die zum freien Download bereitstehende Software zu den meistverkauften Windows-Sachtiteln wie etwa dem Windows-3.0-Buch „Windows Secrets“ von Brian Livingston auf Begleitdisketten mitgeliefert. 1994 war WinZip bei CompuServe zum offiziell erforderlichen Kompressions-Werkzeug avanciert.
Ab der Version 5.0 im Jahr 1993 integrierten die Macher von WinZip den Kompressionscode aus dem Info-ZIP-Projekt, eine Open-Source-Variante des ursprünglichen PKZIP-Tools von Phil Katz, wodurch die Notwendigkeit der PKZIP-Lauffähigkeit abgeschafft wurde.
Die Version 6.0 32 Bit ist die letzte Version für Windows NT 3.5.
Die Version 7.0 ist die letzte Version für Windows NT 3.5.1.
Die Version 10.0 ist die letzte Version für Windows 95, benötigt mindestens Internet Explorer 4.0.
Die Version 11.0 ist die letzte Version für Windows NT 4.0. Es wird mindestens der Internet Explorer 4.0 benötigt.
Die Version 11.1 SR-1 ist die letzte Version für Windows 98 und Windows Me.
Die Version 14.5 ist die letzte Version für Windows 2000.
Die Version 20.5 ist die letzte Version für Windows XP.
Die Version 24.0 ist die letzte Version für Windows Vista.
Die Version 27.0 ist die letzte Version für Windows 7, man muss in der Installationsdatei unter Launchcondition die Windows 10 Voraussetzung entfernen und wieder speichern.
Ab der Version 28.0 ist WinZip ausschließlich in einer x64-Version erhältlich und es wird mindestens Windows 10 1809 vorausgesetzt.
Im Mai 2006 verkündete der kanadische Technologiekonzern und Softwarehersteller Corel Corporation, der vor allem für seine WordPerfect- und CorelDRAW-Produktlinien bekannt ist, die Übernahme von WinZip Computing.
WinZip für Mac OS X wurde im November 2010 veröffentlicht. Diese Version funktioniert nur mit dem Betriebssystem Mac OS X Snow Leopard 10.6. Seit Februar 2012 ist auch eine Anwendung für Apple iOS unter der Marke WinZip erhältlich.

## Funktionen
WinZip ist in Standard- und Professional-Versionen erhältlich. Allerdings hat die Fähigkeit von Windows ME und späteren Versionen von Microsoft Windows, ZIP-Dateien als komprimierte Ordner zu öffnen und zu erstellen, die Notwendigkeit für zusätzliche Packprogramme eingeschränkt.
- Erstellung, Ergänzung von und Extraktion aus ZIP-Archiven.
- konfigurierbare Microsoft Windows Shell-Integration
- 128- und 256-Bit-AES-Verschlüsselung
- Unterstützung zusätzlicher Dateiformate: bzip2 (9.0), PPMd (10.0), WavPack (11.0), LHA/LZH (11.2), LZMA (12.0), 7z (12.0)
- Dekompression von .bz2- und RAR-Dateien.
- Unterstützung für ARC und ARJ-Archiven, wenn geeignete externe Programme installiert sind
- direktes Schreiben von ZIP-Archiven auf CD und DVD
- Decodierung von .b6, .hqx und .uue Formaten
- Automatisierung von Backup-Aufträgen
- integrierter FTP-Upload
- E-Mail-ZIP-Archive
- Unicode-Unterstützung, um die Anzeige internationaler Zeichen für Dateinamen in einer ZIP-Datei zu gewährleisten

### WinZip Add-ons
- WinZip Courier: Automatisches Zippen aller Dateien, die sich im Anhang an eine ausgehende E-Mail befinden. Unterstützung der E-Mail-Clients Microsoft Outlook, Outlook Express, Windows Mail, Google Mail und Hotmail.
- WinZip Self-Extractor: Hinzufügung selbstextrahierender Module zu ZIP-Archiven.
- WinZip Command Line Add-on: Hinzufügung einer Befehlszeile zu WinZip

## Kritik
Seit einigen Jahren vertreibt der Hersteller unter dem Namen „WinZip“ auch diverse weitere Software mit fragwürdigem Nutzen. Dazu zählen Produkte wie „WinZip Malware Protector“, „WinZip Driver Updater“, „WinZip Registry Optimizer“ und die Adware „Speedial“.
Es handelt sich dabei nicht um seriöse Software, sondern um Angebote, mit welchen versucht wird, durch Täuschung der Nutzer Geld zu verdienen. Die Programme landen in der Regel durch irreführende Werbung bereits unerwünscht auf dem Computer der Nutzer und gaukeln dort dann einen dringenden Handlungsbedarf (z. B. Systemoptimierung, Beseitigung einer angeblichen Vireninfektion) vor. Um die angeblich notwendigen Operationen durchführen zu können, verlangt die Software dann ein kostenpflichtiges Upgrade. Ein tatsächlicher Nutzen für den Käufer ist nicht feststellbar. Die auf die Erkennung von Schadsoftware spezialisierte Firma Malwarebytes Inc. hat den WinZip Malware Protector deshalb als „fake computer cleaner“ identifiziert.